# Amycus (zoologia)
Amycus C. L. Koch, 1846 è un genere di ragni appartenente alla famiglia Salticidae.

## Etimologia
Il nome deriva da Amycus, personaggio della mitologia greca, figlio di Poseidone; sfidò Polluce al pugilato, soccombendo.

## Distribuzione
Le 11 specie note di questo genere sono diffuse in America Meridionale: in particolare in Brasile, Perù, Suriname e Argentina; soltanto la A. flavolineatus è endemica di alcune località messicane.

## Tassonomia
A maggio 2010, si compone di 11 specie:
- Amycus amrishi Makhan, 2006 — Suriname
- Amycus annulatus Simon, 1900 — Brasile
- Amycus ectypus Simon, 1900 — Perù, Brasile
- Amycus equulus Simon, 1900 — Brasile
- Amycus flavicomis Simon, 1900 — Brasile, Argentina
- Amycus flavolineatus C. L. Koch, 1846 — Messico
- Amycus igneus (Perty, 1833)[2] — Brasile
- Amycus lycosiformis Taczanowski, 1878 — Perù
- Amycus pertyi Simon, 1900 — Perù
- Amycus rufifrons Simon, 1900 — Brasile
- Amycus spectabilis C. L. Koch, 1846 — Perù, Brasile

### Specie trasferite, non più in uso, nomen dubium
- Amycus effeminatus Caporiacco, 1954[3] — Guiana francese
- Amycus patellaris (Caporiacco, 1954)[4] — Guiana francese